# Record du monde du 50 kilomètres marche
Pour un article plus général, voir Records du monde d'athlétisme.
Les records du monde du 50 kilomètres marche sont actuellement détenus par le Français Yohann Diniz avec le temps de 3 h 32 min 33 s, établi le 15 août 2014 lors des championnats d'Europe de Zurich, en Suisse, et par la Chinoise Liu Hong, créditée de 3 h 59 min 15 s le 9 mars 2019 à Huangshan en Chine.
Le premier record du monde du 50 km marche homologué par World Athletics est celui du Polonais Robert Korzeniowski qui établit le temps de 3 h 36 min 3 s le 27 août 2003 à Saint-Denis lors des championnats du monde. Le premier record du monde féminin homologué est celui de la Portugaise Inês Henriques, qui réalise un chrono de 4 h 08 min 26 s le 15 janvier 2017.

## Record du monde masculin

### Historique
Le temps de 3 h 35 min 29 s effectué par le Russe Denis Nizhegorodov à Tcheboksary le 13 juin 2004 n'a pas été homologué par l'IAAF car aucun test antidopage n'a été effectué après l'épreuve.
Le 15 août 2014, lors des Championnats d'Europe de Zurich, le Français Yohann Diniz bat de près de deux minutes le record du monde du 50 km marche qui était détenu depuis 2008 par le Russe Denis Nizhegorodov, en parcourant la distance en 3 h 32 min 33 s.

### Progression
| Temps                                         | Athlète             | Nationalité        | Date       | Lieu             | Vit. moyenne |
| --------------------------------------------- | ------------------- | ------------------ | ---------- | ---------------- | ------------ |
| Meilleures performances mondiales             |                     |                    |            |                  |              |
| 4 h 40 min 15 s                               | Hermann Müller      | Allemagne          | 07/09/1921 | Munich           | 10,70 km/h   |
| 4 h 36 min 22 s                               | Karl Hähnel         | Allemagne          | 24/09/1924 | Berlin           | 10,86 km/h   |
| 4 h 34 min 03 s                               | Paul Sievert        | Allemagne          | 05/10/1924 | Munich           | 10,95 km/h   |
| 4 h 30 min 22 s                               | Romano Vecchietti   | Italie             | 16/09/1928 | Rome             | 11,10 km/h   |
| 4 h 26 min 41 s                               | Edgar Bruun         | Norvège            | 28/06/1936 | Oslo             | 11,25 km/h   |
| 4 h 24 min 47 s                               | Viggo Ingvorsen     | Danemark           | 17/08/1941 | Odense           | 11,33 km/h   |
| 4 h 23 min 40 s                               | Josef Doležal       | Tchécoslovaquie    | 04/08/1946 | Poděbrady        | 11,38 km/h   |
| 4 h 23 min 14 s                               | Josef Doležal       | Tchécoslovaquie    | 24/08/1952 | Poděbrady        | 11,40 km/h   |
| 4 h 20 min 30 s                               | Vladimir Ukhov      | Union soviétique   | 29/08/1952 | Leningrad        | 11,52 km/h   |
| 4 h 16 min 06 s                               | Josef Doležal       | Tchécoslovaquie    | 12/09/1954 | Poděbrady        | 11,71 km/h   |
| 4 h 07 min 29 s                               | Anatoliy Yegorov    | Union soviétique   | 17/11/1955 | Tbilisi          | 12,12 km/h   |
| 4 h 05 min 13 s                               | Grigoriy Klimov     | Union soviétique   | 10/08/1956 | Moscou           | 12,23 km/h   |
| 4 h 03 min 53 s                               | Anatoliy Vedyakov   | Union soviétique   | 13/08/1959 | Moscou           | 12,30 km/h   |
| 4 h 03 min 02 s                               | Abdon Pamich        | Italie             | 16/10/1960 | Ponte San Pietro | 12,34 km/h   |
| 4 h 01 min 39 s                               | Grigoriy Klimov     | Union soviétique   | 17/08/1961 | Leningrad        | 12,41 km/h   |
| 4 h 00 min 50 s                               | Mikhail Lavrov      | Union soviétique   | 05/09/1961 | Kazan            | 12,46 km/h   |
| 3 h 55 min 36 s                               | Gennadiy Agapov     | Union soviétique   | 17/10/1965 | Alma Ata         | 12,73 km/h   |
| 3 h 52 min 45 s                               | Bernd Kannenberg    | Allemagne de l'Est | 27/05/1972 | Brême            | 12,89 km/h   |
| 3 h 45 min 52 s                               | Raúl González       | Mexique            | 23/04/1978 | Mexico           | 13,28 km/h   |
| 3 h 41 min 20 s                               | Raúl González       | Mexique            | 11/06/1978 | Poděbrady        | 13,55 km/h   |
| 3 h 40 min 46 s                               | Josep Marín         | Espagne            | 13/03/1983 | Valence          | 13,59 km/h   |
| 3 h 38 min 31 s                               | Ronald Weigel       | Allemagne de l'Est | 20/07/1984 | Berlin           | 13,73 km/h   |
| 3 h 38 min 17 s                               | Ronald Weigel       | Allemagne de l'Est | 25/05/1986 | Potsdam          | 13,74 km/h   |
| 3 h 37 min 41 s                               | Andrey Perlov       | Union soviétique   | 05/08/1989 | Leningrad        | 13,78 km/h   |
| 3 h 37 min 26 s                               | Valeriy Spitsyn     | Russie             | 21/05/2000 | Moscou           | 13,80 km/h   |
| 3 h 36 min 39 s                               | Robert Korzeniowski | Pologne            | 08/08/2002 | Munich           | 13,85 km/h   |
| Records du monde (depuis le 1er janvier 2003) |                     |                    |            |                  |              |
| 3 h 36 min 3 s                                | Robert Korzeniowski | Pologne            | 27/08/2003 | Paris            | 13,89 km/h   |
| 3 h 35 min 47 s                               | Nathan Deakes       | Australie          | 02/12/2006 | Geelong          | 13,90 km/h   |
| 3 h 34 min 14 s                               | Denis Nizhegorodov  | Russie             | 11/05/2008 | Tcheboksary      | 14,00 km/h   |
| 3 h 32 min 33 s                               | Yohann Diniz        | France             | 15/08/2014 | Zurich           | 14,11 km/h   |

### Meilleures performances mondiales
| Rang | Temps           | Athlète             | Nationalité | Date            | Lieu             | Vit. moyenne |
| ---- | --------------- | ------------------- | ----------- | --------------- | ---------------- | ------------ |
| 1    | 3 h 32 min 33 s | Yohann Diniz        | France      | 15 août 2014    | Zurich           | 14,11 km/h   |
| 2    | 3 h 33 min 11 s | Yohann Diniz        | France      | 13 août 2017    | Londres          | 14,07 km/h   |
| 3    | 3 h 34 min 14 s | Denis Nizhegorodov  | Russie      | 11 mai 2008     | Tcheboksary      | 14,00 km/h   |
| 4    | 3 h 34 min 38 s | Matej Tóth          | Slovaquie   | 21 mars 2015    | Dudince          | 13,98 km/h   |
| 5    | 3 h 35 min 29 s | Denis Nizhegorodov  | Russie      | 13 juin 2004    | Tcheboksary      | 13,92 km/h   |
| 6    | 3 h 35 min 47 s | Nathan Deakes       | Australie   | 2 décembre 2006 | Geelong          | 13,90 km/h   |
| 7    | 3 h 36 min 03 s | Robert Korzeniowski | Pologne     | 27 août 2003    | Paris            | 13,89 km/h   |
| 8    | 3 h 36 min 04 s | Alex Schwazer       | Italie      | 11 février 2007 | Rosignano Solvay | 13,88 km/h   |
| 9    | 3 h 36 min 06 s | Yu Chaohong         | Chine       | 22 octobre 2005 | Nanjing          | 13,88 km/h   |
| 10   | 3 h 36 min 13 s | Zhao Chengliang     | Chine       | 22 octobre 2005 | Nanjing          | 13,87 km/h   |

## Record du monde féminin
Le 15 janvier 2017, la Portugaise Inês Henriques devient la première femme de l'histoire à détenir le record du monde du 50 km marche en réalisant 4 h 08 min 26 s. Elle bat, le 13 août 2017, lors des Mondiaux de Londres son propre record en 4 h 05 min 56 s. Le 5 mai 2018, à Taicang, la Chinoise Liang Rui porte le record du monde à 4 h 04 min 36 s. Le 9 mars 2019, la recordwoman du monde du 20 km marche Liu Hong devient la première femme à passer sous la barre des 4 heures, en 3 h 59 min 15 s.
| Temps           | Athlète        | Nationalité | Date       | Lieu         | Vitesse moyenne |
| --------------- | -------------- | ----------- | ---------- | ------------ | --------------- |
| 4 h 8 min 26 s  | Inês Henriques | Portugal    | 15/01/2017 | Porto de Mós | 12,08 km/h      |
| 4 h 5 min 56 s  | Inês Henriques | Portugal    | 13/08/2017 | Londres      | 12,20 km/h      |
| 4 h 4 min 36 s  | Liang Rui      | Chine       | 05/05/2018 | Taicang      |                 |
| 3 h 59 min 15 s | Liu Hong       | Chine       | 09/03/2019 | Huangshan    |                 |